# Koinethmus guanereus
Koinethmus guanereus är en mångfotingart som beskrevs av Chamberlin 1958. Koinethmus guanereus ingår i släktet Koinethmus och familjen Ballophilidae.
Artens utbredningsområde är Venezuela. Inga underarter finns listade i Catalogue of Life.